# Paradetis
Paradetis là một chi bướm đêm thuộc họ Geometridae.